# Чемпіонат Макао з футболу
Елітна ліга Макао (порт. Liga de Elite) — найвища футбольна ліга Макао, автономної області Китаю. Проводиться під егідою Футбольної асоціації Макао. Матчі, як правило, проводяться протягом січня-червня кожного календарного року.
Чемпіонат Макао традиційно відокремлений від основного чемпіонату КНР через те, що Макао до 1999 року перебувало під португальським управлінням і є окремим членом ФІФА.

## Історія
Про результати та переможців сезонів до 1984 року майже немає даних, хоча ліга існувала ще за кілька десятиліть до того. До 2010 року включно турнір носив назву Перший дивізіон (порт. Campeonato da 1ª Divisão do Futebol), після чого отримав сучасну назву Елітна ліга (порт. Liga de Elite).

### Переможці
| - 1973: Полісіа ді Сегуранса Публіка - 1974-83: невідомо - 1984: Вань Суй - 1986: Хе Цюнь - 1987: Хе Цюнь - 1988: Вань Суй - 1989: Хе Цюнь - 1990: Хе Цюнь - 1991: Спортінг де Макао - 1992: Лам Пак - 1993: Лін Янь - 1994: Лам Пак - 1995: Артілейруш - 1996: Артілейруш - 1997: Лам Пак - 1998: Лам Пак - 1999: Лам Пак - 2000: Полісіа ді Сегуранса Публіка | - 2001: Лам Пак - 2002: Монте-Карло - 2003: Монте-Карло - 2004: Монте-Карло - 2005: Полісіа ді Сегуранса Публіка - 2006: Лам Пак - 2007: Лам Пак - 2008: Монте-Карло - 2009: Лам Пак - 2010: Віндзор Арч Цзя І - 2011: Віндзор Арч Цзя І - 2012: Віндзор Арч Цзя І - 2013: Монте-Карло - 2014: Бенфіка - 2015: Бенфіка - 2016: Бенфіка - 2017: Бенфіка |